# Proasellus rouchi
Proasellus rouchi is een pissebed uit de familie Asellidae. De wetenschappelijke naam van de soort is voor het eerst geldig gepubliceerd in 1980 door Henry.